# 指标集
在数学中，若集合 {\displaystyle A} 的元素可凭借另個集合 {\displaystyle J} 来索引（index）或标定（label），這時便稱集合 {\displaystyle J} 為指標集（或索引集）。

## 正式定義
對於二集合 {\displaystyle J} 與 {\displaystyle A} 若 {\displaystyle J\cong A} （二者等势），則集合 {\displaystyle J} 稱為 {\displaystyle A} 的指標集；更進一步的，若 {\displaystyle J\,{\overset {f}{\cong }}\,A} ，{\displaystyle f} 稱為從 {\displaystyle J} 到 {\displaystyle A} 的指標函數。

## 例子
- 集合 S 的一个枚举给出一个索引集合{\displaystyle J\subset \mathbb {N} }，这裡的{\displaystyle f:J\rightarrow S}是 S 的一个特定枚举。

- 任何的可数无限集合都可以用{\displaystyle \mathbb {N} }索引。

- 对于{\displaystyle r\in \mathbb {R} }，在{\displaystyle \{r\}}上的指示函数是函数{\displaystyle \mathbf {1} _{r}\colon \mathbb {R} \rightarrow \mathbb {R} }，给出为

{\displaystyle \mathbf {1} _{r}(x):={\begin{cases}0,&{\mbox{if }}x\neq r\\1,&{\mbox{if }}x=r\end{cases}}}
所有{\displaystyle \mathbf {1} _{r}}函数的集合是用{\displaystyle \mathbb {R} }索引的不可数集。而被索引的搜集稱為索引族、標記族或加標族，通常写为(Aj)j∈J。